# جآرس (کارولینای شمالی)
جآرس (به انگلیسی: JAARS) شهری در ایالت کارولینای شمالی کشور ایالات متحده آمریکا است که جمعیت آن در سرشماری سال ۲۰۱۰ میلادی، ۵۹۷ نفر بوده‌است.